# Абрамово (Тихвинский район)
Абрамово — деревня в Ганьковском сельском поселении Тихвинского района Ленинградской области.

## История
АБРАМОВО — деревня Куневичского общества, прихода Капецкого погоста. Река Капша.

Крестьянских дворов — 8. Строений — 11, в том числе жилых — 8. 

Число жителей по семейным спискам 1879 г.: 14 м. п., 17 ж. п.; по приходским сведениям 1879 г.: 14 м. п., 18 ж. п.

В конце XIX — начале XX века деревня административно относилась к Куневичской волости 2-го земского участка 2-го стана Тихвинского уезда Новгородской губернии.

АБРАМОВО — деревня Куневичского общества, дворов — 10, жилых домов — 15, число жителей: 22 м. п., 31 ж. п.
 
Занятия жителей — земледелие, лесные промыслы. Река Капша. (1910 год)

С 1917 по 1918 год деревня Абрамово входила в состав Куневичской волости Тихвинского уезда Новгородской губернии. 
С 1918 года в составе Куневичского сельсовета Череповецкой губернии.
С 1924 года в составе Капшинской волости.
С 1927 года в составе Капшинского района.
С 1928 года в составе Ерёминогорского сельсовета.

Деревня Абрамово на карте 1932 года

Согласно карте Ленинградской области Северо-западного аэрогеодезического треста ГГУ издания 1932 года деревня насчитывала 5 крестьянских дворов.
По данным 1933 года деревня Абрамово входила в состав Ерёминогорского сельсовета Капшинского района Ленинградской области.
В 1940 году население деревни составляло 151 человек.
В 1958 году население деревни составляло 70 человек.
С 1963 года в составе Тихвинского района.
По данным 1966, 1973 и 1990 годов деревня Абрамово также входила в состав Ерёминогорского сельсовета.
В 1997 году в деревне Абрамово Ерёминогорской волости проживали 3 человека, в 2002 году — 5 человек (русские — 80 %).
В 2007 году в деревне Абрамово Ганьковского СП проживали 4 человека, в 2010 году — 3.

## География
Деревня расположена в северной части района к западу от автодороги 41А-009 (Лодейное Поле — Тихвин — Чудово).
Расстояние до административного центра поселения — 15 км.
Расстояние до ближайшей железнодорожной станции Тихвин — 59 км.
Деревня находится на левом берегу реки Капша.

## Демография
| 1940 | 1958 | 2007 | 2010 | 2017 |
| ---- | ---- | ---- | ---- | ---- |
| 219  | ↘162 | ↘4   | ↘3   | ↗6   |

### Национальный состав
Согласно данным Всероссийской переписи населения 2021 года в деревне проживали 5 человек, все русские.